# Ivan (Fußballspieler)
Ivan Carlos Batista Rubim (* 5. August 1973 in Rio de Janeiro) ist ein ehemaliger brasilianischer Fußballspieler.

## Karriere
Ivan wuchs in Rio de Janeiro auf und begann dort in seiner Jugend mit dem Fußballspielen bei Flamengo Rio de Janeiro. Nach fünf Jahren in den Jugendmannschaften von Flamengo wechselte Ivan zum Olaria AC, wo er auch das erste Mal im Profibereich aktiv war. Über Bonsucesso FC ging es für den Brasilianer schließlich nach Belgien, dort war er für den KSV Temse und den AC Hemptinne-Eghezee aktiv. Doch bereits ein Jahr später ging Ivan zurück nach Südamerika, jedoch nach Ecuador. Doch noch in der gleichen Saison kehrte der Angreifer wieder in sein Heimatland zurück, dort spielte er von 1997 bis 2001 für fünf verschiedene Vereine, bis es ihn wieder nach Europa zog. Dieses Mal zu den Stuttgarter Kickers in die drittklassige Regionalliga Süd. Nach drei Spielzeiten ging Ivan jedoch wieder in seine Heimat zurück, wo er 2008 seine Karriere beendete.